# Yasemin Esmergül
Yasemin Esmergül (* 15. August 1920 in Izmir; † 18. September 2007 Istanbul) war eine türkische Schauspielerin.

## Leben und Karriere
Esmergül wurde am 15. August 1920 in Izmir geboren. Ihr Debüt gab sie 1939 in dem Kinofilm Allah'ın Cenneti. Danach spielte sie in dem Film Tosun Paşa mit. Anschließend wurde sie für den Film Süt Kardeşler gecastet. 1959 bekam sie in dem Film Yalnızlar Rıhtımı die Hauptrolle. Unter anderem war sie in dem Film Şıpsevdi zu sehen. 1980 trat sie in Nisan Yağmuru auf. Esmergül starb am 18. September 2007 im Alter von 87 Jahren in Istanbul und wurde auf dem Friedhof Karacaahmet beerdigt.

## Filmografie (Auswahl)
Filme
- 1939: Allah'ın Cenneti
- 1972: Dudaktan Dudağa Ölüm
- 1972: Gülizar
- 1973: Kaynanam Kudurdu
- 1973: Çulsuz Ali
- 1974: Sevmek
- 1974: Sayılı Kabadayılar
- 1975: Gelinin Ödü Patladı
- 1976: Kader Utansın
- 1976: Süt Kardeşler
- 1976: Tosun Paşa
- 1977: Şıpsevdi
- 1980: Nisan Yağmuru